# CommEX
CommEX — ныне бывшая глобальная криптовалютная биржа, зарегистрированная в 2023 году на Сейшельских Островах на основе купленного у Binance российского бизнеса.

## История
В сентябре 2023 года крупнейшая в мире криптовалютная биржа Binance объявила об уходе из России и заключила соглашение о продаже всего своего российского бизнеса компании CommEX.
25 марта 2024 года криптовалютная биржа CommEX объявила о закрытии части сервисов начиная с 25 марта 2024 года и полным закрытием доступа к веб-сайту 10 мая 2024 года.

## Деятельность биржи
Платформа ориентирована на рынки РФ и СНГ, стран Азии и Латинской Америки. Количество клиентов биржи превышает 200 000.
Биржа позволяет работать с криптовалютой без верификации, однако подтверждение личности нужно для использования фиата и торговли на p2p. Без верификации можно выводить суммарно до 2 BTC. На CommEX не смогут торговать резиденты ЕС или США, предусмотрена блокировка по IP или верификационным данным.
На CommEX запущен P2P маркетплейс, где пользователи могут покупать и продавать криптовалюту с помощью и российских банковских карт, и платежных систем, таких как QIWI, Pyypl, Payeer.

## Собственники и руководство
Биржа не раскрывает информацию о владельце, но подчеркивает, что Binance не владеет CommEX. Ни Binance, ни аффилированные компании, ни её сотрудники не имеют доли в CommEX. Региональный директор по России и СНГ — Антон Торопцев.